# Arboridia sohii
Arboridia sohii är en insektsart som beskrevs av Irena Dworakowska 1980. Arboridia sohii ingår i släktet Arboridia och familjen dvärgstritar. Inga underarter finns listade i Catalogue of Life.